# Marc-André Hamelin
Marc-André Hamelin (ur. 5 września 1961 w Montrealu) – kanadyjski pianista i kompozytor.

## Życiorys
Urodził się w Montrealu, w prowincji Quebec. Rozpoczął naukę gry na fortepianie w wieku pięciu lat, a miał dziewięć lat, kiedy zdobył nagrodę na jednym z konkursów w Kanadzie. Jego ojciec, z zawodu farmaceuta, który również był pianistą, i już w młodym wieku wprowadził go w dzieła Alkana, Godowskiego i Sorabji. Studiował w Ecole Vincent d'Indy w Montrealu, a następnie na Temple University w Filadelfii.
Marc-André Hamelin występował z recitalami w wielu miastach. Pojawił się na festiwalach w Bad Kissingen, Belfaście, Cervantino, La Grange de Meslay, Husum Piano Antcis, Lanaudière, Ravinia, La Roque d'Anthéron, Ruhr Piano, Halifax (Nova Scotia), Singapur Piano, Snape Maltings Proms, Turku i Ottawa Strings of the Future, jak również Festiwale Chopinowskie w Bagatelle (Paryż), Duszniki i Valldemossa. Marc-André Hamelin regularnie pojawia się zarówno w koncertach mistrzowski w Wigmore Hall oraz International Piano Series w South London's Bank Centre. Gra co roku w Herkulessaal w Monachium i dał serię recitali w Tokio.
Dokonał nagrań różnorodnych kompozytorów w wytwórni Hyperion. Jego nagranie całości Etiud Godowskiego-Chopina zdobyło w 2000 nagrodę Gramophone Magazine Instrumental. Znany z mniej znanych kompozytorów, zwłaszcza przełomu z XIX i XX wieku (Leo Ornstein, Nikołaj Rosławiec, Gieorgij Catoire), i z wykonywania trudnych dzieł pianistów-kompozytorów, takich jak Leopold Godowski, Charles-Valentin Alkan, Kaikhosru Sorabji, Nikołaj Kapustin, Franz Liszt, Nikołaj Medtner i Frederic Rzewski.
Hamelin jest kompozytorem kilku utworów (najsłynniejszy z nich – Circus Galop, grany na 8 rąk, jest najtrudniejszym obecnie utworem fortepianowym świata), w tym zbioru 12 etiud fortepianowych we wszystkich tonacjach molowych, który ukończył się we wrześniu 2009 roku i jest w planach wydawniczych wydawnictwa C.F. Peters. Dwunasty w cyklu utwór, Preludium i fuga, został opublikowana przez Doberman-Yppan; cykl siedmiu utworów, zwany Con Intimissimo Sentimento, został opublikowany (z nagraniem dokonanym Hamelina) przez Ongaku nr Tomo Sha, a transkrypcja utworu Zequinha de Abreu Tico-Tico No Fubá została opublikowana przez Schott Music. Chociaż większość jego kompozycji jest przeznaczona na fortepian solo, posiada w dorobku również trzy utwory napisane na player-piano, i kilka utworów na inny skład, w tym Fanfares na trzy trąbki, opublikowane przez wydawnictwo Presser. Inne jego dzieła dystrybuuje Sorabji Archive.
W 1985 roku zwyciężył Carnegie Hall Międzynarodowym Konkursie Carnegie Hall muzyki amerykańskiej. W 2004 Hamelin otrzymał międzynarodową nagrodę płytową w Cannes. Został uhonorowany Orderem Kanady i jest Kawalerem Orderu Narodowego Québec (Order of Quebec).
W 2008 zdobył Nagrodę Juno za Klasyczny Album Roku za Solo or Chamber Ensemble—Alkan Concerto for Solo Piano.
Marc-André Hamelin mieszka w Bostonie.

## Odznaczenia
- 2003 – Oficer Orderu Kanady[1]
- 2004 – Kawaler Ordre national du Québec[2]